# Stefano delle Chiaje
Stefano Delle Chiaje ( 1794 – 1860) fue un zoólogo, botánico, anatomista y médico italiano.
Delle Chiaje fue curador del Museo de Nápoles.

## Obra

### Algunas publicaciones
- Compendio di elmintografia umana, Stamp. Società Tipografica, Napoli 1825
- Enchiridio di tossicologia teorico-pratica, s.e., Napoli 1831
- Opuscoli fisico-medici, Tramater, Napoli 1833
- Dissertazioni anatomico-patologiche, Tramater, Napoli 1834
- Istitutuzioni di anatomia comparata, 3 vols. Tip. Azzolino, Napoli 1836
- Osservazioni anatomiche su l'occhio uma no, s.e. Napoli 1838
- Istoria anatomico-teratologica intorno ad una bambina rinocefalo-monocola, s.e., Napoli 1840
- Miscellanea anatomico-patologica, 3 vols. s.e. Napoli 1847
- Descrizione e notomia degli animali Invertebrati della Sicilia Citeriore (1841-44)
- La abreviatura «Chiaje» se emplea para indicar a Stefano delle Chiaje como autoridad en la descripción y clasificación científica de los vegetales.[1]

## Abreviatura (zoología)
La abreviatura Chiaje  se emplea para indicar a Stefano delle Chiaje como autoridad en la descripción y taxonomía en zoología.